# Rhopalophora casignata
Rhopalophora casignata är en skalbaggsart som beskrevs av Martins och Dilma Solange Napp 1989. Rhopalophora casignata ingår i släktet Rhopalophora och familjen långhorningar. Inga underarter finns listade i Catalogue of Life.